# Dianella revoluta
Espèce
Dianella revoluta est une espèce de plantes à fleurs de la famille des Asphodelacées originaire d'Australie.